# Stéphane Bancel
Stéphane Bancel (ur. 20 lipca 1972 w Marsylii) – francuski biotechnolog, dyrektor generalny Moderny.

## Życiorys
Urodził się w Marsylii. Jego ojciec jest inżynierem a matka lekarzem medycyny pracy. Jest absolwentem jezuickiego liceum Sainte-Geneviève w Wersalu. Studiował inżynierię biomolekularną i chemiczną w CentraleSupélec, następnie inżynierię biologiczną na University of Minnesota, uzyskując magisteria obu uczelni. Zdobył również tytuł MBA na Harvard Business School. Karierę w branży medycznej rozpoczął od pracy w firmie diagnostyki medycznej BioMérieux w której rozpoczął pracę w 1995 roku w Japonii. Następnie był dyrektorem sprzedaży w Eli Lilly, ostatecznie zostając tam dyrektorem operacyjnym na rynek belgijski. Po 2007 roku wraca do BioMérieux na stanowisko dyrektora operacyjnego. Pracę w Modernie rozpoczyna w 2013 roku. Po Noubarze Afeyanie jest największym udziałowcem Moderny (luty 2022 r.). Żonaty z Brendą (ur. 1977) – fotografką, wcześniej pracownikiem branży reklamowej. Ma dwie córki, mieszka w Bostonie. Jego młodszy o dwa lata brat Christophe Bancel (ukończył to samo liceum), pracuje również w branży biotechnologiczniej – prowadzi firmę Tissium z siedzibą w Paryżu.